# ホテル型原子力潜水艦
ホテル型原子力潜水艦(ホテルがたげんしりょくせんすいかん Hotel type submarine、проект 658,658М,658С,658Т,658У,701)はソビエト海軍が運用していた弾道ミサイル潜水艦。ソビエトの潜水艦発射弾道ミサイル搭載潜水艦としては、原子力機関を搭載した最初のタイプである。1960年から1962年にかけて8隻が就役した。1～3型のサブタイプが存在する。なお艦種記号上は潜水巡洋艦である。

## 概要
通常推進のゴルフ級潜水艦の後継として開発された。弾道ミサイル発射筒はセイル内後部に3基収められており、潜舵を艦首に有していた。
搭載された潜水艦発射弾道ミサイル・R-13は、射程が約600kmと短く、また、浮上状態でなければ弾道ミサイルを発射できないという欠点を持っていた。それでも原子力機関を搭載したこの艦級の就役によってソビエトの潜水艦は潜航したまま、西側諸国を狙えるミサイル発射位置まで移動し待機でき、核兵器の秘匿配置に成功することとなった。
ミサイルの浮上発射という欠点を解消すべく、1960年代に全艦が水中発射可能なR-21(SS-N-5 Sark)に換装した第658M号計画艦（ホテルII型）への改造を受けた。なおK-145は、第701号計画により新型弾道ミサイルの実験艦に改造された（ホテルIII型）。K-145は1960年代末には、第667B号計画（デルタI型）戦略原潜用のR-29(SS-N-8)ミサイルの発射実験を行った。この他、1970年代にはK-55、K-178の2隻が第658T計画により、弾道ミサイルを撤去して攻撃原潜となった。K-19、K-40の2隻は、通信特務潜水艦に改造され、艦番号をKS-19、KS-40と改めた。
本型は、ソ連海軍初の弾道ミサイル原潜としては意義深い艦であるが、弾道ミサイルの搭載数は3基と少なく、また艦尾に魚雷発射管を装備しているなどといった旧態依然としたところもあり、多分に試験艦的性格が強かった。ソ連海軍が本格的な戦略弾道ミサイル原潜を手に入れるのは、次世代のヤンキー型原子力潜水艦の登場を待たなければならなかった。
本艦級には事故が多発したことで悪名の高いK-19がある。

## 諸元（ホテルI型）
- 全長：114m
- 全幅：9.2m
- 喫水：7m
- 機関：加圧水型原子炉 2基 プロペラ2軸
- 水上排水量：4,040t
- 水中排水量：5,300t
- 速力：水上15kt 水中26kt
- 乗員：104名
- 武装
  - 533mm魚雷発射管×4、400mm魚雷発射管×4（魚雷16発搭載）
  - 潜水艦発射弾道ミサイルR-13×3（註：ホテルIIは、R-21×3)

## 比較表
|          |            | 955型（ボレイ型）          | 941型（タイフーン型）                   | 667B型（デルタ型）                                                  | 667A型（ヤンキー型）                    | 658型（ホテル型）                       |
| -------- | ---------- | -------------------------- | --------------------------------------- | ------------------------------------------------------------------- | --------------------------------------- | --------------------------------------- |
| 船体     | 水中排水量 | 24,000 t                   | 33,800 – 48,000 t                       | 10,000 t（I型） 10,500 t（II型） 10,600 t（III型） 12,100 t（IV型） | 9,300 t                                 | 5,500 t                                 |
| 船体     | 全長       | 170 m                      | 175 m                                   | 139 m（I型） 155 m（II,III型） 167 m（IV型）                        | 132 m                                   | 114 m                                   |
| 船体     | 全幅       | 13.5 m                     | 23 m                                    | 11.7 m（I,II,III型） 12.2 m（IV型）                                 | 11.6 m                                  | 9.2 m                                   |
| 船体     | 吃水       | 9.0 m                      | 12.0 m                                  | 8.4 m（I型） 8.6 m（II型） 8.7 m（III型） 8.8 m（IV型）             | 8.0 m                                   | 7.31 m                                  |
| 主機     | 機関       | 原子炉+蒸気タービン+発電機 | 原子炉+蒸気タービン                     | 原子炉+蒸気タービン                                                 | 原子炉+蒸気タービン                     | 原子炉+蒸気タービン                     |
| 主機     | 方式       | ギアード・タービン         | ギアード・タービン                      | ギアード・タービン                                                  | ギアード・タービン                      | ギアード・タービン                      |
| 主機     | 出力       | 不明                       | 49,600 hp                               | 52,000 hp（I型） 55,000 hp（II型） 60,000 hp（III,IV型）            | 20,000 hp                               | 39,200 hp                               |
| 主機     | 水中速力   | 25 kt                      | 27 kt                                   | 26 kt（I型） 25 kt（II,III型） 24 kt（IV型）                        | 27 kt                                   | 26 kt                                   |
| 兵装     | 水雷       | 533mm魚雷発射管×6門        | 650mm魚雷発射管×2門 533mm魚雷発射管×4門 | 533mm魚雷発射管×4門（I-IV型） 406mm魚雷発射管×2門（I-III型）        | 533mm魚雷発射管×4門 406mm魚雷発射管×2門 | 533mm魚雷発射管×4門 406mm魚雷発射管×2門 |
| 兵装     | SLBM       | 3M14×16基                  | RSM-52×20基                             | R-29×12基（I型） R-29×16基（II-IV型）                               | R-27×16基                               | R-13/R-21×3基                           |
| 同型艦数 | 同型艦数   | 14隻予定                   | 6隻                                     | 18隻（I型） 4隻（II型） 14隻（III型） 7隻（IV型）                   | 34隻                                    | 8隻                                     |